# هنري إتش. شوارتز
هنري إتش. شوارتز هو محامي وسياسي أمريكي، ولد في 18 مايو 1869 في فورت ريكافري في الولايات المتحدة، وتوفي في 24 أبريل 1955 في كاسبر في الولايات المتحدة. نشط حزبياً في الحزب الديمقراطي.

## مناصب
- انتخب عضو مجلس الشيوخ الأمريكي [الإنجليزية]‏ عن دائرة مقعد وايومنغ من الدرجة الثانية ‏ وقد انضم خلال فترته النيابية [الإنجليزية]‏ (3 يناير 1941 – 3 يناير 1943) للكتلة البرلمانية الحزب الديمقراطي.
- انتخب عضو مجلس الشيوخ الأمريكي [الإنجليزية]‏ عن دائرة مقعد وايومنغ من الدرجة الثانية ‏ وقد انضم خلال فترته النيابية [الإنجليزية]‏ (3 يناير 1939 – 3 يناير 1941) للكتلة البرلمانية الحزب الديمقراطي.
- انتخب عضو مجلس الشيوخ الأمريكي [الإنجليزية]‏ عن دائرة مقعد وايومنغ من الدرجة الثانية ‏ وقد انضم خلال فترته النيابية (3 يناير 1937 – 3 يناير 1939) للكتلة البرلمانية الحزب الديمقراطي.
- انتخب عضو مجلس ولاية وايومنغ ‏.
- انتخب عضو مجلس نواب داكوتا الجنوبية ‏.